# 斯肯索普 (英國國會選區)
斯肯索普（英語：Scunthorpe），英國國會一郡選區，位於英格蘭約克郡-亨伯北林肯郡南部，包括八個地方選區。
本區自1997年創設以來一直支持工黨。2010年大選當任議員埃略特·莫利宣佈放棄角逐連任。尼克·達金以39.5%選票為工黨保住了議席。